# Thomas Cochrane (favori)
Thomas (alias Robert) Cochrane, mort en 1482, est un maçon écossais, célèbre pour avoir été le favori du roi Jacques III.

## Biographie
Il devient favori de Jacques III à la fin des années 1470, qui le fit comte de Mar.
En 1482 le roi rassembla ses barons afin de contrer une attaque du duc Albany soutenue par Richard, duc de Gloucester. Au lieu de cela, les nobles, menés par Alexandre Home (1er Lord Home), s'emparèrent de Cochrane à Lauder. Ils le pendirent et ramenèrent Jacques III prisonnier à Édimbourg. Le roi fit la paix avec Albany puis emprisonna Home et les autres nobles au château d'Édimbourg. Archibald Douglas (5e comte d'Angus) négocia cependant leur libération.